# Otto Sponheimer
Otto Sponheimer (Norimberga, 19 dicembre 1886 – Bad Kötzting, 14 marzo 1961) è stato un generale tedesco della Wehrmacht durante la seconda guerra mondiale.
Dopo aver prestato servizio come ufficiale nel corso della prima guerra mondiale, Sponheimer passò alla polizia tedesca ed infine alla Wehrmacht. Durante la seconda guerra mondiale, comandò la 21ª divisione di fanteria. Nel 1943 Sponheimer assunse il comando del LIV corpo d'armata e nel 1944 la LXVII corpo d'armata.